# Pjesma Eurovizije 2021.
Pjesma Eurovizije 2021. bilo je 65. po redu natjecanje za najbolju pjesmu Eurovizije. Natjecanje se održalo u Rotterdamu nakon pobjede Duncana Laurenca s pjesmom Arcade na Eurosongu 2019. Nizozemska je trebala biti domaćin Eurosonga 2020. koji je otkazan zbog pandemije koronavirusa 2019.-20. Ovo je bio peti put kako je Nizozemska domaćin Pjesme Eurovizije, prije toga bili su domaćini 1958., 1970, 1976. i 1980.
U organizaciji je sudjelovala Europska radiodifuzijska unija, te nizozemske televizijske kuće NPO, NOS i AVROTROS. Natjecanje se održalo u dvorani Rotterdam Ahoy te će sastojalo od dva polufinala (18. svibnja i 20. svibnja) te jedne polufinalne večeri (22. svibnja). EBU je nakon otkazivanja prošlog Eurosonga dao mogućnost nacionalnim televizijskim kućama da izvođači koji su odabrani predstavljati svoje zemlje da to mogu učiniti i ove godine, ali s drugim izabranim pjesmama. Sve tri večeri domaćini su bili Chantal Janzen, Edsilia Rombley, Jan Smit and Nikkie de Jager.
Na natjecanju je bilo 39 zemalja, Bugarska i Ukrajina su se vratile na natjecanje nakon što su napravili pauzu 2019 godine, dok su već prošle godine odustali od natjecanja Crna Gora te Mađarska. Prvotno na natjecanju su trebali biti i Armenija i Bjelorusija. Armenija se naknadno povukla s natjecanja zbog krize uzrokovane ratom između Armenije i Azerbajdžana 2020 godine. Bjelorusija je diskvalificirana s natjecanja zbog riječi u pjesmi koje se kose s pravilima natjecanja.
Pobjednik natjecanja 2021. jest Italija s pjesmom "Zitti e buoni" skupine Måneskin, koja je osvojila 524 boda. To je treća pobjeda Italije nakon 1964. godine i 1990. godine, te je Italija uz Njemačku jedina iz skupine Velikih 5 koja je pobijedila otkad je uvedeno pravilo. Francuska je završila na drugom mjestu s osvojenih 499 bodova, a na trećem je mjestu Švicarska. Francuska i Švicarska ostvarile su svoj najbolji plasman još od 1991. i 1993. To je prvi put od 1995. godine da su prve tri pjesme otpjevane na jeziku koji nije engleski. Također je prvi put otkad je uveden novi način glasovanja od 2016. godine da su četiri zemlje od publike dobile nula bodova: Nizozemska, Španjolska i Njemačka, a Ujedinjeno Kraljevstvo nije dobilo ni jedan bod općenito. Posljednji je put UK 0 bodova dobio 2003. 
Australija nije uspjela proći u veliko finale još od njezina prvog nastupa 2015. godine, zbog čega je Ukrajina postala jedina država koja se plasirala u veliko finale svaki put od uvođenja polufinala 2004. godine.

## Format

### Lokacija
Natjecanje će se održati u Rotterdamu nakon pobjede Duncana Laurenca s pjesmom Arcade na Eurosongu 2019. Nizozemska je trebala biti domaćin Eurosonga 2020. koji je otkazan zbog Pandemije koronavirusa 2019. – 20. Ovo će biti peti put kako je Nizozemska domaćin Pjesme Eurovizije, prije toga bili su domaćini 1958., 1970, 1976. i 1980. Rotterdam Ahoy je bio domaćin i Dječjeg Eurosonga 2007. te je trebao biti domaćin i 2020 godine.

### Odabir grada domaćina
Po eurovizijskoj tradiciji nakon pobjede, Nizozemska je ostvarila pravo za biti domaćinom Pjesme Eurovizije. Nizozemske televizijske kuće NPO, NOS i AVRTOTROS organizirale su izbor za odabir grada domaćina te su gradovi Arnhem, 's-Hertogenbosch, Maastricht, Rotterdam te Utrecht predali svoje biltene na ceremonijalnoj večeri u gradu Hilversumu 10. srpnja 2020. godine. Već 16 srpnja u uži krug ušli su gradovi Maastricht te Rotterdam. 30. kolovoza 2019. odlučeno je kako će grad domaćin biti Rotterdam.
Nakon otkazivanja Eurosonga 2020. Europska radiodifuzijska unija započela je pregovore s nizozemskim televizijskim kućama te s gradom Rotterdamom o mogućnosti ponovnog odabira Rotterdama kao grada domaćina. !! 23. travnja 2020. općinsko vijeće Rotterdama odobrilo je povećani proračun nakon što su nizozemski mediji izvijestili da će gradu biti potrebno dodatnih 6,7 milijuna eura za domaćinstvo natjecanja. !!!! Odluka je bila neizbježna jer je bilo potrebno da se EBU obavijesti do kraja travnja je li Rotterdam spreman biti domaćin natjecanja. Ako je Rotterdam odbio biti domaćin događaja, NPO, NOS i AVROTROS trebali su pronaći alternativu do sredine svibnja 2020. godine.
Tijekom prijenosa emisije Eurovision: Europe Shine A Light 16.svibnja 2020. Rotterdam je potvrđen kao domaćin natjecanja.

## Produkcija
Pjesma Eurovizije bit će koprodukcija tri povezane nizozemske televizijske organizacije - Nederlandse Publieke Omroep (NPO), Nederlandse Omroep Stichting (NOS) and AVROTROS od kojih je svaka preuzela različitu ulogu u organizaciji.
Sietse Bakker i Astrid Dutrénit služit će kao izvršni producenti, dok će Emilie Sickinghe i Jessica Stam služiti kao zamjenice izvršnih producentica.
U siječnju 2020. EBU je najavio kako će novi izvršni nadzornik Pjesme Eurovizije biti šveđanin Martin Österdahl koji će na prijestolje sjesti nakon Jona Ole Sanda koji je izvršni nadzornik bio od 2011 godine. Prije nego što je postao izvršni producent Österdahl je bio izvršni redatelj za Eurosong 2013 i Eurosong 2016. te član član referentne skupine za Pjesmu Eurovizije između 2012 i 2018 godine.

### Utjecaj pandemije koronavirusa
Dana, 7. svibnja 2020. godine, nizozemske vlasti zabranile su sva masovna okupljanja dok god ne bude dostupno cjepivo protiv COVID-19 virusa. Tada su televizijske kuće objavile kako procjenjuju odluku i kako će se ona odraziti na natjecanje.
18. rujna 2020. Europska radiodifuzijska Unija objavila je sažetak scenarija za nepredviđene situacije koje uključuju:
- Događaj će se održati kao što se održavao i ranije (Opcija A)
- Događaj će se održati uz poštovanje mjera udaljenosti (Opcija B)
- Pružanje mogućnosti prikazivanja nastupa iz države iz koje dolazi natjecatelj u slučaju da Kraljevina Nizozemska onemogući ulazak osoba u državu zbog tzv. crvene liste (Opcija C)
- Ako Nizozemska ponovno uđe u lockdown kao u prvoj polovici 2020., Eurosong 2021. će se održati bez publike i bez aktivnosti diljem Rotterdama. (Opcija D)

U veljači 2021. EBU i televizijski domaćini objavili su kako se natjecanje sigurno neće održati po scenariju A. Opcija C je malo izmijenjena – svi nastupi bit će izvedeni na daljinu kao i u opciji D. Protokol o zdravlju i sigurnosti za natjecanje objavljen je 2. ožujka 2021. godine, a EBU je potvrdio da će se natjecanje održati prema scenariju B, istodobno ponavljajući da opcije smanjenja skale ostaju na stolu ako se okolnosti promijene. 30.travnja odlučeno je i objavljeno kako će se natjecanje održati pod opcijom B.

Moguća četiri modela za održavanje Pjesme Eurovizije 2021.
| Contest aspect            | Opcija A (Po planu) | Opcija B (uz razmak od 1,5m) †   | Opcija C (uz zabranu putovanja) | Opcija D (Lockdown) |
| ------------------------- | ------------------- | -------------------------------- | ------------------------------- | ------------------- |
| Emisije iz Rotterdama     | DA                  | DA                               | DA                              | DA                  |
| Natjecatelji u Rotterdamu | Svi                 | Svi                              | Ne                              | Ne                  |
| Publika u areni           | 100%                | 0-80%                            | 0-80%                           | Ne                  |
| Događaji u Rotterdamu     | Da                  | Prilagođeno                      | Smanjeno                        | Ne                  |
| Press Centar              | 1 500 na mjestu     | 500 on na mjestu 1 000 virtualno | 1 500 virtualo                  | 1 500 virtualo      |

Dana 1. travnja 2021. objavljeno je kako će se Eurosong održati uz prisutnost publike, i to po 3500 gledatelja na svakoj emisiji uživo, uključujući i 6 proba. Nizozemska Vlada službeno je potvrdila ovaj navod 29.travnja. Svi oni koji žele biti dio showa moraju imati negativan test na COVID-19.

## Format

### Grafički dizajn
Dana 18. rujna 2020. je zajedno s objavljivanjem mogućih opcija održavanja Eurosonga, odlučeno je da će slogan ''Open Up''  biti korišten i za ovogodišnju Pjesmu Eurovizije. Izvršni producent Sietse Bakker potvrdio je da će logotip koji je bio planiran za 2020. biti redizajniran i da će biti predstavljen nakon što se kompletira konačna lista sudionika. Redizajnirani logotip objavljen je 4. prosinca 2020. i predstavlja apstraktnu prezentaciju boja zemalja u smislu udaljenosti 41 zemlje sudionice od lokacije Rotterdama kao centra kruga. Također krug u animaciji predstavlja vjetrenjače po kojima je Nizozemska poznata, kao i mješavinu sva 4 prethodna logotipa koja su bila kada je Nizozemska bila domaćin.

### Voditelji
Također se 18. rujna zajedno s objavljivanjem mogućih opcija za održavanje natjecanja, EBU je objavio kako će voditelji biti isti kao što su trebali biti i 2020.; televizijska voditeljica i glumica Chantal Janzen, pjevač, voditelj, kao i nizozemski komentator natjecanja Jan Smit, pjevačica Edsilia Rombley koja je Nizozemsku na Eurosongu predstavljala na Pjesmi Eurovizije 1998. i 2007. te internet bloggerica Nikkie de Jager poznatija na platformi YouTube NikkieTutorials.

### Natjecateljske pjesme
Nakon otkazivanja Pjesme Eurovizije 2020 godine, EBU razmatra opciju o prijenosu pjesama koje su se trebale natjecati na Eurosongu 2020 budu natjecateljske pjesme 2021 godine. O tome su u pregovorima bili referentna grupa te EBU, međutim 20. ožujka 2020 godine objavljeno je kako se takvo nešto kosi s pravilima natjecanja te izabrane pjesme neće biti natjecateljske pjesme na Eurosongu 2021. Međutim, s druge strane izvođači mogu i ne moraju biti isti, a o tome odlučuje nacionalna televizijska kuća sama. Određene države su ostavile svoje izvođače, a neke su organizirale nove izbore za Pjesmu Eurovizije.

### Snimljeni nastupi
Kako nebi došlo do ponovnog otkazivanja natjecanja, EBU je 18. studenog 2020. objavio da je svaka delegacija obavezna napraviti rezervni snimak iz svoje zemlje koji će se koristiti u prijenosu uživo, u slučaju da neka od delegacija zbog epidemiološke situacije ne bude u mogućnosti doći u Rotterdam i nastupati u areni.

### Prateći vokali
Zbog situacije izazvane pandemijom virusa COVID-19, EBU je dopustio korištenje nasnimljenijh pratećih vokala na matricu pjesme za 2021. kako bi se pokušao smanjiti broj prisutnih ljudi na sceni. Svaka delegacija može odabrati hoće li koristiti nasnimljene vokale ili će prateći vokali nastupiti na pozirnici uživo. Kombinacija živihi nasnimljenih vokala je dozvoljena.

### Ždrijeb polufinala
Dana 17. studenoga 2020. EBU je objavio kako se ždrijeb polufinala neće održati te da će se na natjecanju 2021. koristiti isti raspored natjecatelja po polufinalima koji je trebao biti korišten na natjecanju 2020. godine. 
| Šešir 1                                                                                 | Šešir 2                                                                 | Šešir 3                                                                          | Šešir 4                                                                | Šešir 5                                                        |
| --------------------------------------------------------------------------------------- | ----------------------------------------------------------------------- | -------------------------------------------------------------------------------- | ---------------------------------------------------------------------- | -------------------------------------------------------------- |
| - Albanija - Austrija - Hrvatska - Sjeverna Makedonija - Slovenija - Srbija - Švicarska | - Australija - Danska - Estonija - Finska - Island - Norveška - Švedska | - Armenija - Azerbajdžan - Bjelorusija - Gruzija - Moldavija - Rusija - Ukrajina | - Bugarska - Cipar - Grčka - Malta - Portugal - Rumunjska - San Marino | - Belgija - Češka - Irska - Izrael - Latvija - Litva - Poljska |

Napomene:
a - Armenija je trebala nastupiti u drugom polufinalu, ali se povukla s natjecanja
b - Bjelorusija je trebala nastupiti u prvom polufinalu, ali su diskvalificirani s natjecanja

## Zemlje sudionice
██ Sudionici prvog polufinala
██ Sudionici drugog polufinala
██ Finalisti koji su glasovali u prvom polufinalu
██ Finalisti koji su glasovali u drugom polufinalu

Dana 26. listopada 2020. EBU je objavio kako bi na natjecanju trebala nastupiti 41 zemlja; isti broj natjecatelja trebao je biti i 2020 godine. Bugarska i Ukrajina vratile su se nakon pauze 2019 godine, dok su se Mađarska i Crna Gora povukle s natjecanja.
Međutim, do početka natjecanja Armenija se odlučila povući s natjecanja zbog nestabilne situacije u državi koja je nastala kao posljedica u Gorskom Karabahu u jesen 2020 godine. Bjelorusija je diskvalificirana s natjecanja ubog slanja pjesme koja nije u skladu s pravilima natjecanja i nemogućnosti promjene pjesme. Tako je broj natjecatelja pao na 39.

### Povratnici
| Izvođač                                    | Država              | Prethodni nastupi                                             |
| ------------------------------------------ | ------------------- | ------------------------------------------------------------- |
| Natalia Gordienko                          | Moldavija           | 2006. (s Arseniumom)                                          |
| Senhit                                     | San Marino          | 2011.                                                         |
| Sanja Vučić (članica grupe Hurricane)      | Srbija              | 2016.                                                         |
| Ksenija Knežević (članica grupe Hurricane) | Srbija              | 2015. (kao prateći vokal za Crnu Goru)                        |
| Destiny Chukunyere                         | Malta               | DPE 2015. (pobjednica) 2019. (kao prateći vokal Michele Pace) |
| Stefania                                   | Grčka               | DPE 2016. (kao članica grupe Kisses za Nizozemsku)            |
| Vincent Bueno                              | Austrija            | 2017. (kao prateći vokal Nathanu Trentu)                      |
| Vasil                                      | Sjeverna Makedonija | 2019. (kao prateći vokal za Tamaru Todevsku)                  |

### Prvo polufinale
Prvo polufinale održalo se 18. svibnja 2021. u 21:00 po CEST-u. U prvom polufinalu je sudjelovalo 16 zemalja. Pravo glasa je imala publika i članovi žirija iz Italije, Njemačke i Nizozemske. Bjelorusija je prvobitno trebala nastupiti u ovom polufinalu, ali je diskvalificirana s natjecanja zbog slanja pjesme koja nije u skladu s pravilima natjecanja i nemogućnosti promjene pjesme. Pjesme koje su prošle u finale su obojane.
| RB | Država              | Izvođač(i)      | Naziv pjesme      | Prijevod na hrvatski | Jezik              | Plasman | Bodovi |
| -- | ------------------- | --------------- | ----------------- | -------------------- | ------------------ | ------- | ------ |
| 01 | Litva               | The Roop        | "Discoteque"      | Diskoteka            | engleski           | 4       | 203    |
| 02 | Slovenija           | Ana Soklič      | "Amen"            | —                    | engleski           | 13      | 44     |
| 03 | Rusija              | Maniža          | "Russian Woman"   | Ruska žena           | ruski, engleski    | 3       | 225    |
| 04 | Švedska             | Tusse           | "Voices"          | Glasovi              | engleski           | 7       | 142    |
| 05 | Australija          | Montaigne       | "Technicolour"    | —                    | engleski           | 14      | 28     |
| 06 | Sjeverna Makedonija | Vasil           | "Here I Stand"    | Ovdje ja stojim      | engleski           | 15      | 23     |
| 07 | Irska               | Lesley Roy      | "Maps"            | Karte                | engleski           | 16      | 20     |
| 08 | Cipar               | Elena Tsagrinou | "El diablo"       | Vrag                 | engleski           | 6       | 170    |
| 09 | Norveška            | Tix             | "Fallen Angel"    | Pali anđeo           | engleski           | 10      | 115    |
| 10 | Hrvatska            | Albina          | "Tick-Tock"       | Tik-Tak              | engleski, hrvatski | 11      | 110    |
| 11 | Belgija             | Hooverphonic    | "The Wrong Place" | Pogrešno mjesto      | engleski           | 9       | 117    |
| 12 | Izrael              | Eden Alene      | "Set Me Free"     | Oslobodi me          | engleski           | 5       | 192    |
| 13 | Rumunjska           | Roxen           | "Amnesia"         | Amnezija             | engleski           | 12      | 85     |
| 14 | Azerbajdžan         | Efendi          | "Mata Hari"       | —                    | engleski           | 8       | 138    |
| 15 | Ukrajina            | Go_A            | "Shum" (Шум)      | Šum                  | ukrajinski         | 2       | 267    |
| 16 | Malta               | Destiny         | "Je me casse"     | Ja odlazim           | engleski           | 1       | 325    |

### Drugo polufinale
Drugo polufinale održalo se 20. svibnja 2021. u 21:00 po CEST-u. 17 zemalja je sudjelovalo u drugom polufinalu. Pravo glasa imala je publika i članovi žirija iz Ujedinjenog Kraljevstva, Francuske i Španjolske. Armenija se odlučila povući se s natjecanja zbog nestabilne situacije u državi koja je nastala kao posljedica u Gorskom Karabahu u jesen 2020. godine.
| RB | Država     | Izvođač(i)          | Naziv pjesme                | Prijevod na hrvatski          | Jezik     | Plasman | Bodovi |
| -- | ---------- | ------------------- | --------------------------- | ----------------------------- | --------- | ------- | ------ |
| 01 | San Marino | Senhit              | "Adrenalina"                | Adrenalin                     | engleski  | 9       | 118    |
| 02 | Estonija   | Uku Suviste         | "The Lucky One"             | Sretnik                       | engleski  | 13      | 58     |
| 03 | Češka      | Benny Cristo        | "Omaga"                     | O, moj Bože!                  | engleski  | 15      | 23     |
| 04 | Grčka      | Stefania            | "Last Dance"                | Posljednji ples               | engleski  | 6       | 184    |
| 05 | Austrija   | Vincent Bueno       | "Amen"                      | —                             | engleski  | 12      | 66     |
| 06 | Poljska    | Rafał               | "The Ride"                  | Vožnja                        | engleski  | 14      | 35     |
| 07 | Moldavija  | Natalia Gordienko   | "Sugar"                     | Šećer                         | engleski  | 7       | 179    |
| 08 | Island     | Daði og Gagnamagnið | "10 Years"                  | 10 godina                     | engleski  | 2       | 288    |
| 09 | Srbija     | Hurricane           | "Loco Loco"                 | Lud Lud                       | srpski    | 8       | 124    |
| 10 | Gruzija    | Tornike Kipiani     | "You"                       | Ti                            | engleski  | 16      | 16     |
| 11 | Albanija   | Anxhela Peristeri   | "Karma"                     | —                             | albanski  | 10      | 112    |
| 12 | Portugal   | The Black Mamba     | "Love Is on My Side"        | Ljubav je na mojoj strani     | engleski  | 4       | 239    |
| 13 | Bugarska   | Victoria            | "Growing Up Is Getting Old" | Odrastanje postaje zastarjelo | engleski  | 3       | 250    |
| 14 | Finska     | Blind Channel       | "Dark Side"                 | Mračna strana                 | engleski  | 5       | 234    |
| 15 | Latvija    | Samanta Tīna        | "The Moon Is Rising"        | Mjesec izlazi                 | engleski  | 17      | 14     |
| 16 | Švicarska  | Gjon's Tears        | "Tout l'Univers"            | Cijeli svemir                 | francuski | 1       | 291    |
| 17 | Danska     | Fyr & Flamme        | "Øve os på hinanden"        | Vježbajmo jedno na drugome    | danski    | 11      | 89     |

### Finale
Veliko finale održao se 22. svibnja 2021. u 21:00 po CEST-u. Sudjelovao je 26 zemalja,  po 10 najboljih zemalja iz svakog polufinala, zemlja domaćin (Nizozemska) te zemlje Velike petorke. Svih 39 zemalja su glasali u finalu.
| RB | Država                 | Izvođač(i)          | Naziv pjesme                | Prijevod na hrvatski          | Jezik           | Plasman | Bodovi |
| -- | ---------------------- | ------------------- | --------------------------- | ----------------------------- | --------------- | ------- | ------ |
| 1  | Cipar                  | Elena Tsagrinou     | "El diablo"                 | Vrag                          | engleski        | 16      | 94     |
| 2  | Albanija               | Anxhela Peristeri   | "Karma"                     | —                             | albanski        | 21      | 57     |
| 3  | Izrael                 | Eden Alene          | "Set Me Free"               | Oslobodi me                   | engleski        | 17      | 93     |
| 4  | Belgija                | Hooverphonic        | "The Wrong Place"           | Pogrešno mjesto               | engleski        | 19      | 74     |
| 5  | Rusija                 | Manizha             | "Russian Woman"             | Ruska žena                    | ruski, engleski | 9       | 204    |
| 6  | Malta                  | Destiny             | "Je me casse"               | Ja odlazim                    | engleski        | 7       | 255    |
| 7  | Portugal               | The Black Mamba     | "Love Is on My Side"        | Ljubav je na mojoj strani     | engleski        | 12      | 153    |
| 8  | Srbija                 | Hurricane           | "Loco Loco"                 | —                             | srpski          | 15      | 102    |
| 9  | Ujedinjeno Kraljevstvo | James Newman        | "Embers"                    | Žar                           | engleski        | 26      | 0      |
| 10 | Grčka                  | Stefania            | "Last Dance"                | Posljednji ples               | engleski        | 10      | 170    |
| 11 | Švicarska              | Gjon's Tears        | "Tout l'Univers"            | Cijeli svemir                 | francuski       | 3       | 432    |
| 12 | Island                 | Daði og Gagnamagnið | "10 Years"                  | 10 godina                     | engleski        | 4       | 378    |
| 13 | Španjolska             | Blas Cantó          | "Voy a quedarme"            | Ostat ću                      | španjolski      | 24      | 6      |
| 14 | Moldavija              | Natalia Gordienko   | "Sugar"                     | Šećer                         | engleski        | 13      | 115    |
| 15 | Njemačka               | Jendrik             | "I Don't Feel Hate"         | Ne osjećam mržnju             | engleski        | 25      | 3      |
| 16 | Finska                 | Blind Channel       | "Dark Side"                 | Mračna strana                 | engleski        | 6       | 301    |
| 17 | Bugarska               | Victoria            | "Growing Up Is Getting Old" | Odrastanje postaje zastarjelo | engleski        | 11      | 170    |
| 18 | Litva                  | The Roop            | "Discoteque"                | Diskoteka                     | engleski        | 8       | 220    |
| 19 | Ukrajina               | Go_A                | "Shum" (Шум)                | Šum                           | ukrajinski      | 5       | 364    |
| 20 | Francuska              | Barbara Pravi       | Voilà                       | Izvoli                        | francuski       | 2       | 499    |
| 21 | Azerbajdžan            | Efendi              | "Mata Hari"                 | —                             | engleski        | 20      | 65     |
| 22 | Norveška               | Tix                 | "Fallen Angel"              | Pali anđeo                    | engleski        | 18      | 75     |
| 23 | Nizozemska             | Jeangu Macrooy      | "Birth of a New Age"        | Početak novog doba            | engleski        | 23      | 11     |
| 24 | Italija                | Måneskin            | "Zitti e buoni"             | Tihi i dobri                  | talijanski      | 1       | 524    |
| 25 | Švedska                | Tusse               | "Voices"                    | Glasovi                       | engleski        | 14      | 109    |
| 26 | San Marino             | Senhit              | "Adrenalina"                | Adrenalin                     | engleski        | 22      | 50     |

## Ostale države
Pravo na potencijalno sudjelovanje na Eurosongu zahtijeva nacionalnu televiziju s aktivnim članstvom u EBU-u koja će moći prenositi natjecanje putem mreže Eurovizije. EBU će svim zainteresiranim članicama izdati poziv za sudjelovanje u natječaju. 

### Aktivne članiceEBU-a
- Andora - u studenom 2019. iz stranke Demokrati za Andoru, koja je vodeća stranka u Andori izjavili su da će se vratiti na natjecanje ako se prije toga procjene troškovi.[20]
- Island - U ožujku 2020., islandski pjevač Daði Freyr, koji je trebao predstavljati Island na natjecanju 2020. godine, objavio je da će biti otvoren za predstavljanje Islanda na Euroviziji 2021. s bendom Gagnamagnið, ako ga Ríkisútvarpið (RÚV) interno odabere.[21]
- Latvija - Latvijska televizija LTV potvrdila je kako će još pričekati na konačnu odluku o nastupu na Eurosongu 2021., točnije žele vidjeti kako će se razvijati situacija s pandemijom koronavirusa. Naime, još tijekom slanja preliminarnih prijava za Eurosong 2020., LTV je čekao nešto dulje na potvrdu nastupa zbog financijskih restrikcija, zbog čega je i Supernova doživjela smanjenje na samo jednu večer.[22]
- Malta - U ožujku 2020. izvor iz službenog grčkog kluba za natjecanje, OGAE Grčka, rekao je da je Gordon Bonello, menadžer Destiny Chukunyere, najavio kako će ona predstavljati Maltu na Eurosongu 2021. Međutim, takvu izjavu nije potvrdila Malteška nacionalna televizija.[23]
- Maroko - Kao odgovor na glasine da se Maroko vraća na Pjesmu Eurovizije te da su u tijeku nekakvi dogovori s EBU-om, direktor marokanske necionalne televizije (SNRT) izjavio je da se o mogućem povratku Maroka na natjecanje još nije razgovaralo.[24]
- Portugal - U ožujku 2020. Elisa, koja je izabrana za predstavljanje Portugala na natjecanju 2020., izjavila je da Rádio e Televisão de Portugal (RTP) neće interno izabrati da predstavlja Portugal 2021. godine.[25]

### Pridružene članiceEBU-a
- SAD - U siječnju 2020. iz EBU-a su izjavili da će procijeniti hoće li se SAD ikada natjecati na ovome natjecanju kada se vidi kako će proći američka verzija Pjesme Eurovizije (American Song Contest). Nekoliko emitera u Sjedinjenim Državama pridruženi su članovi EBU-a.[26]

## Vanjske poveznice
- Službena stranica Eurovizije (engl.)
- Službena Twitter stranica Eurovizije (engl.)
- Eurosong.hr
- Facebook stranica